# Moussa Dago
Pour les articles homonymes, voir Dago.
 (juin 2014).
 (juin 2016).
Moussa Dago Mahamat né en 1955, est un homme politique tchadien. Il est ministre de la Communication et porte-parole du gouvernement de 1998 à 2001, président du Haut Conseil de la Communication (HCC) de 2007 à fin 2011 et actuellement[Quand ?] secrétaire général du ministère des Affaires étrangères.